# Plator pandeae
Espèce
Plator pandeae est une espèce d'araignées aranéomorphes de la famille des Trochanteriidae.

## Distribution
Cette espèce se rencontre en Inde au Uttarakhand et en Chine au Tibet,,.

## Description
La femelle holotype mesure 6,80 mm.
Le mâle décrit par Zhu, Tang, Zhang et Song en 2006 mesure 6,30 mm et la femelle 8,91 mm.

## Étymologie
Cette espèce est nommée en l'honneur de S. Pande.

## Publication originale
- Tikader, 1969 : Studies of some rare spiders of the families Selenopidae and Platoridae from India. Proceedings of the Indian Academy of Science, vol. 69, (B), p. 252-255.